# فاراناندا دهافاج
فاراناندا دهافاج (بالتايلندية: พระวรวงศ์เธอ พระองค์เจ้าวรานนท์ธวัช)‏‏ (19 أغسطس 1922 في بانكوك - 14 سبتمبر 1990 في بانكوك) عسكري من تايلاند.